# Medaile Za obnovu závodů železářského průmyslu jihu
Medaile Za obnovu závodů železářského průmyslu jihu (rusky Медаль «За восстановление предприятий чёрной металлургии юга») bylo státní vyznamenání Sovětského svazu založené roku 1948.

## Historie
Medaile byla zřízena dne 18. května 1948 dekretem prezidia Ozbrojených sil SSSR. Status vyznamenání byl doplněn dekretem prezidia Nejvyššího sovětu Sovětského svazu ze dne 23. června 1951. Autorem vzhledu medaile je výtvarník Ivan Dubasov. K 1. lednu 1995 byla tato medaile udělena přibližně v 68 710 případech.

## Pravidla udílení
Medaile byla udílena dělníkům, zaměstnancům ve strojírenství a technickým a ekonomickým pracovníkům za vynikající práci, vysoký pracovní výkon a za zásluhy o obnovu železářských závodů na jihu země. Vyznamenanému byla medaile předávána vedoucím podniku či vedoucím stranické nebo odborové organizace. Seznamy osob nominovaných na udělení medaile schvalovali jménem prezidia Nejvyššího sovětu Sovětského svazu příslušní ministři.
Medaile se nosí nalevo na hrudi. V přítomnosti dalších sovětských medailí se nosí za medailí Za upevňování bojového přátelství. Příjemci musí medaili nosit se ctí a i nadále sloužit jako příklad vysoké svědomitosti při dodržování pracovní kázně a svědomitě plnit veřejné povinnosti.

## Popis medaile
Medaile kulatého tvaru o průměru 32 mm je vyrobena z mosazi. Na přední straně je vlevo vysoká pec, napravo postava dělníka s nástrojem v ruce. V pozadí je vycházející slunce. Při vnějším okraji je půlkruhový nápis v cyrilici За восстановление предприятий чёрной металлургии юга. Ve spodní části je při okraji vavřínová větvička v jejímž středu je pěticípá hvězda. Na zadní straně je nápis na dvou řádcích ТРУД В СССР • ДЕЛО ЧЕСТИ. Nad nápisem je symbol srpu a kladiva. Všechny nápisy i obrázky jsou konvexní. Vnější okraj medaile je vystouplý.
Medaile je připojena pomocí jednoduchého kroužku ke kovové destičce ve tvaru pětiúhelníku potažené hedvábnou stuhou z moaré. Stuha je široká 24 mm. Sestává z prostředního pruhu tmavě modré barvy širokého 8 mm, na který po obou stranách navazuje 1 mm široký proužek bílé barvy a 5 mm široký proužek světle modré barvy. Okraje pásky jsou lemovány 2 mm širokým proužkem tmavě modré barvy.